# بلا ملجأ
بلا ملجأ (بالهندية: Bepannah) هو مسلسل هندي بطولة الممثل هارشاد شوبرا بدور أديتيا والممثلة جينيفر ونجت بدور زويا.

## قصة المسلسل
تدور أحداث المسلسل حول أثنين من عالمين مختلفين، الأول أديتا هودا، والثانية زويا، زوجة مسلمة ومتزوجة، كل منهما تم خيانته من أزواجهم، في حادث طريق مات كل من زوج زويا وزوجة أديتيا، ومع الوقت تم الكشف عن وجود علاقة حب بينهم قبل وفاتهم ، كل شيء يوضح أن أزواجهم كانوا على علاقة ببعضهم محرمة، أديتيا أصبح غاضبا وحزين جداً، أما زويا لم تصدق أن زوجها خانها ، وبدأت الاهتمام بشركة زوجها ( ياش ) و تفاجأت بأن أديتيا شريك معا في الشركة بسبب زوجته ( بوجا ) التي كانت تستثمر أموالها فيها، كما يتم إرسال أوراق خاصة بالطلاق لكل منهما التي تم العمل عليها قبل وفاتهم.

### حب أديتيا وزويا مسلسل بلا ملجأ
بعدما وصلت أوراق الطلاق لزويا لم تصدق نفسها، وحاولت الإنتحار بسبب صدمتها والهروب من حقيقة الأمر، لكن أدويتا أنقذها من الموت، لم يكتفي القدر من الآلم، ظهر محقق في جرائم القتل اسمه ( راجفير ) الذي كان متأكد أن وراء وفاة ياش وبوجا ليس حادث سير عادي، بل جريمة قتل من قبل أزواجهم ، وصمم راجفير على إدخال (أديتا وزويا) السجن بتهم القتل العمد، مع الوقت تبدأ زيادة الثقة بينهم وخاصة في العمل، وبدأ اديتيا البحث عن براءته مع زويا، ووقف بجانب والد اديتا، فهو محامي بارز ومعروف، في حين وجدت زويا مذكرات بوجا وتنهار خاصةً بعد علمها بأن بوجا كانت حاملا من زوجها.
أرادت زويا التقرب أكثر من زوجها وعشيقته وأن تعرف ما سبب خيانة زوجها لها، لذلك قررت أن تقرأ مذكرات عشيقة زوجها بوجا، وعرفت أن السبب في ذلك أن بوجا كانت حامل من ياش وقرروا أن يتطلقوا من أزواجهم من أجل حبهم وطفلهم، مع الوقت قرر كل من (أديتا وزويا) أن يكملوا حياتهم، ويتركوا الماضي وشأنه، وسامحوا ياش وبوجا ، وأنفصل كل منهما ليدير حياته.
أختارت زويا أن تركز في عملها في شركة زوجها، أما اديتيا أختار السفر إلى باريس ليستطيع التفكير بهدوء، وبعد 6 أشهر أصبحت (زويا) امرأة ناجحة ورفعت من شأن شركتها، ودعمت (نور أخت زويا الصغرى وأرجون شقيق أديتيا الأصغر) الذي بينهم قصة حب ووقفت بينهم، لكن (أديتيا ) لم يحقق أي أهداف في باريس، وعندما عاد وجدها شخصية ناجحة وواثقة من نفسها وأكثر هدوءا مما كان، ومع الوقت أصبحا صديقين مقربين، وبدأ اديتيا يكن مشاعر حب اتجاه (زويا) لدرجة غيرته عليها من (أرشد حبيب ) ابن صديق والدها الذي يحاول أن يزوجها له.

## أبطال المسلسل
| الممثل        | الدور       |
| ------------- | ----------- |
| هارشاد شوبرا  | أديتيا هودا |
| جينيفر ونجت   | زويا صديقي  |
| سهبآن عظيم    | ياش أورا    |
| ناميتا دوبي   | بوجا ماثور  |
| شهزاد شيخ     | أرجون هودا  |
| أنشال غوسوامي | نور صديقي   |